# SNR G1.9+0.3
SNR G1.9+0.3 est un rémanent de supernova situé dans notre galaxie, la Voie lactée, dans une direction proche du centre galactique. Il a été découvert en 1984 par David A. Green et S. F. Gull avec l’interféromètre du Very Large Array, mais son âge précis n’a été établi qu’en 2008.
En 2008, le rémanent a été daté à environ 140 ans, ce qui en fait le plus jeune rémanent galactique connu, supplantant Cassiopée A de près de deux siècles, l’explosion de ce dernier ayant eu lieu, vue depuis la Terre, durant la seconde moitié du XVIIe siècle. La datation du rémanent a été obtenue en comparant son diamètre angulaire entre l’époque de sa découverte (1985) et 2008. Celui-ci avait crû de 19 %, ce qui permettait de dater sa création, en supposant son expansion constante, à 140 ans. Sur cet intervalle, il apparait peu probable que suffisamment de milieu interstellaire ait été déplacé par le rémanent, aussi l’hypothèse d’une expansion constante depuis sa création est-elle justifiée.
Les détails de la découverte sont parus dans la revue scientifique Astrophysical Journal Letters en juin 2008 et ont fait l’objet d’une téléconférence organisée par la NASA le 14 mai 2008, précédé d’une annonce mystérieuse affirmant qu’elle allait « annoncer le succès d’une longue traque galactique » par la « découverte d’un objet que les astronomes cherchaient depuis plus de 50 ans ». La période de 50 ans se référait au temps écoulé depuis la découverte du précédent rémanent le plus jeune connu, Cassiopée A découvert en 1947 dans le domaine radio et trois ans plus tard en optique.

## Précédents candidats au statut de plus jeune rémanent galactique
Plusieurs autres objets ont par le passé été proposés comme étant de possibles rémanents jeunes avant que ce statut ne soit abandonné. Lors de la découverte de SNR G1.9+0.3, un autre objet, G227.1+01.0, avait également été proposé comme étant un rémanent jeune, avant que son statut ne se change en source extragalactique en 1986. Peu après, en 1989, un autre objet, G25.5+0.2, fut également proposé comme étant un rémanent potentiel âgé de seulement 25 à 100 ans avant que cette hypothèse ne soit elle aussi abandonnée, l’objet s’avérant en réalité être une région HII.